# Uzbrojenie
Uzbrojenie – wszelkie techniczne środki walki umożliwiające zadanie przeciwnikowi strat w ludziach (sile żywej) i sprzęcie. Wyróżnianych jest wiele rodzajów uzbrojenia wykorzystywanego przez różne formacje wojskowe na przestrzeni dziejów. Podstawowy podział uzbrojenia wyróżnia uzbrojenie defensywne (obronne) oraz uzbrojenie ofensywne.

## Uzbrojenie defensywne
Uzbrojenie defensywne stanowią wszelkie środki obrony przed uzbrojeniem ofensywnym przeciwnika.
Dzieli się na:
- uzbrojenie aktywne – środki przeznaczone do niszczenia atakujących sił przeciwnika (np. działa przeciwlotnicze)
- uzbrojenie pasywne – opancerzenie chroniące broniących się (np. kamizelki kuloodporne)

## Uzbrojenie ofensywne
Uzbrojenie ofensywne stanowi ogół środków służących zadaniu przeciwnikowi strat.
Broń wchodząca w skład uzbrojenia ofensywnego:
- broń biała
- broń neurobalistyczna
- broń palna
- broń rakietowa
- samoloty bojowe
- helikoptery bojowe
- okręty
- wozy bojowe

Dodatkowo broń palną oraz rakietową możemy podzielić na broń konwencjonalną oraz broń masowego rażenia (nazywaną również bronią ABC lub BMR).